# Oiva O. Olenius
Oiva O. Olenius, finski general, * 16. september 1890, Helsinki, † 23. avgust 1968.